# 毛籽离蕊茶
毛籽离蕊茶（学名：Camellia pilosperma）是山茶科山茶属的植物。分布在中国大陆的广西等地，多生于低海拔的山地常绿林，目前尚未由人工引种栽培。